# Râul Sărăcelu
Râul Sărăcelu este un curs de apă, afluent al râului Iada.